# FK Auda
FK Auda (vollständiger Name: Futbola klubs Auda) ist ein lettischer Fußballverein aus Riga.

## Geschichte
Der FK Auda wurde 1969 als Fußballmannschaft der Fischerei-Kolchose 9. maijs in Vecmīlgrāvis nahe Riga gegründet. 1991 änderte der Betrieb seinen Namen in Auda um, woraufhin auch der Verein diesen Namen annahm. Zeitgleich bestritt man erstmals eine Saison in der höchsten lettischen Spielklasse, die als 15. von 20 Mannschaften abgeschlossen wurde. Zur folgenden Spielzeit nannte sich der Verein in Anlehnung an den achtmaligen lettischen Meister Rīgas FK in RFK um, konnte jedoch nicht an dessen erfolgreiche Tradition anknüpfen. Nach dem zwischenzeitlichen Abstieg in die Drittklassigkeit gelang unter dem neuen Namen FK Auda 1997 die Rückkehr in die 1. līga. Nach drei misslungenen Anläufen wurde 2002 der Aufstieg in die Virslīga erreicht, in der man bis 2004 aktiv war. Seitdem spielte der Klub 17 Spielzeiten in der zweiten Liga, ehe wieder der Aufstieg gelang. 2022 gewann der Verein dann seinen ersten nationalen Titel, als man im Pokalfinale den FK RFS mit 1:0 besiegte. Durch diesen Erfolg nahm der Klub im Sommer 2023 erstmals an der UEFA Europa Conference League teil und scheiterte dort in der 2. Qualifikationsrunde an Spartak Trnava (1:1; 1:4) aus der Slowakei.

## Erfolge
- Lettischer Pokalsieger: 2022

### Europapokalbilanz
| Saison  | Wettbewerb                    | Runde                  | Gegner          | Gesamt          | Hin     | Rück          |
| ------- | ----------------------------- | ---------------------- | --------------- | --------------- | ------- | ------------- |
| 2023/24 | UEFA Europa Conference League | 2. Qualifikationsrunde | Spartak Trnava  | 2:5             | 1:1 (H) | 1:4 (A)       |
| 2024/25 | UEFA Conference League        | 1. Qualifikationsrunde | B36 Tórshavn    | 3:0             | 2:0 (H) | 1:0 (A)       |
| 2024/25 | UEFA Conference League        | 2. Qualifikationsrunde | Cliftonville FC | 4:1             | 2:1 (A) | 2:0 (H)       |
| 2024/25 | UEFA Conference League        | 3. Qualifikationsrunde | KF Drita        | 2:3             | 1:0 (H) | 1:3 n. V. (A) |
| 2025/26 | UEFA Conference League        | 1. Qualifikationsrunde | Larne FC        | 2:2 (2:4 i. E.) | 0:0 (A) | 2:2 n. V. (H) |

Gesamtbilanz: 10 Spiele, 5 Siege, 2 Unentschieden, 3 Niederlagen, 13:11 Tore (Tordifferenz +2)
Stand: 16. Juli 2025

## Namenshistorie
- 1969 bis 1990: 9. maijs (deutsch: «9. Mai»)
- 1991: FK Auda
- 1992 bis 1993: RFK
- 1994: RFK Auda
- seit 1995: FK Auda

## Platzierungen
Die folgende Übersicht zeigt die Ligaplatzierungen des FK Auda seit 1998.
| Saison | Liga     | Platz |
| ------ | -------- | ----- |
| 1998   | 1. līga  | 05.   |
| 1999   | 1. līga  | 05.   |
| 2000   | 1. līga  | 03.   |
| 2001   | 1. līga  | 01.   |
| 2002   | Virslīga | 08.   |
| 2003   | Virslīga | 07.   |
| 2004   | Virslīga | 08.   |
| 2005   | 1. līga  | 12.   |
| 2006   | 1. līga  | 14.   |
| 2007   | 1. līga  | 03.   |
| 2008   | 1. līga  | 06.   |
| 2009   | 1. līga  | 07.   |
| 2010   | 1. līga  | 08.   |
| 2011   | 1. līga  | 09.   |
| 2012   | 1. līga  | 12.   |
| 2013   | 1. līga  | 13.   |
| 2014   | 1. līga  | 06.   |
| 2015   | 1. līga  | 05.   |
| 2016   | 1. līga  | 03.   |
| 2017   | 1. līga  | 010.  |
| 2018   | 1. līga  | 05.   |
| 2019   | 1. līga  | 05.   |
| 2020   | 1. līga  | 02.   |
| 2021   | 1. līga  | 01.   |
| 2022   | Virslīga | 05.   |
| 2023   | Virslīga | 03.   |
| 2024   | Virslīga | 03.   |

rot unterlegt: Abstieg
grün unterlegt: Aufstieg

## Stadien
Von der Gründung 1969 bis 1999 trug der Verein seine Heimspiele im Audas stadionā in Vecmīlgrāvis aus. In den Jahren 2000 bis 2005 besaß der FK Auda kein eigenes Stadion und bestritt seine Heimspiele im LU-Stadion (Riga). Ab 2005 besaß der FK Auda das 520 Zuschauer fassende Audas stadions in Ķekava.
Aktuell werden die Heimspiele der Virslīga 2024 im Jāņa Skredeļa stadions (500 Plätze) oder Mežaparks Sports Village 2 (500 Plätze), beides in Riga, ausgetragen.